# Хрущов, Дмитрий Петрович
Дмитрий Петрович Хрущов (1816/1817 — 1864) — российский государственный деятель, сенатор, гофмейстер, сторонник реформы по освобождению помещичьих крестьян.
Отец физикохимика П. Д. Хрущова.

## Биография
Родился 24 декабря 1816 (5 января 1817) года в семье полковника.  Окончил Императорский Харьковский университет со степенью кандидата и 3 (15) февраля 1837 года поступил на службу канцелярским чиновником в Санкт-Петербургскую губернскую контору государственных имуществ; уже через год был произведён в помощники делопроизводителя по хозяйственной части.
Когда 1 (13) июля 1838 года Контора казённых имуществ была преобразована в Санкт-Петербургскую палату государственных имуществ, Хрущов получил должность столоначальника, но занимал её недолго, будучи в 1840 году назначен чиновником особых поручений VIII класса при министре Государственных имуществ Российской империи; тогда же он был пожалован в звание камер-юнкера.
Выдающиеся способности Хрущова и основательное знание дела обратили на него внимание начальства, и 2 (14) февраля 1849 года он был определён помощником редактора в утвержденную при V отделении Собственной Его Императорского Величества канцелярии комиссию для составления общего обозрения государственных имуществ России.
В 1850 году Д. П. Хрущов пожалован в звание камергера, а в следующем назначен гофмейстером двора великой княгини Екатерины Михайловны, с производством в действительные статские советники. В 1853 году награждён знаком отличия беспорочной службы за XV лет. Сохраняя свою придворную должность, Хрущов в 1854 году был назначен членом совета министра Внутренних дел и председателем комиссии по устройству Щукина и Апраксина дворов. Несмотря на эти разнообразные обязанности Дмитрий Петрович Хрущов принимал также деятельное участие в городском самоуправлении Санкт-Петербурга, состоя с 1853 старшиною 1-го отдела Санкт-Петербургской городской думы.
Наконец, 9 (21) декабря 1855 года он был назначен директором Департамента духовных дел иностранных исповеданий и пожалован в должность гофмейстера Высочайшего двора. В том же году награждён орденом Святого Станислава 1-й степени. В качестве директора департамента он оставался только до 1856 года, когда был перемещён на должность товарища министра Государственных имуществ.
17 (29) апреля 1857 года Хрущов был пожалован в гофмейстеры и назначен сенатором с повелением присутствовать во 2-м отделении Пятого департамента Правительствующего Сената.
Издал «Материалы для истории упразднения крепостного состояния помещичьих крестьян в России в царствование императора Александра II» (Берлин: F. Schneider, 1860—1862).
По собственному прошению, 11 (23) июня 1864 года он был уволен от службы по состоянию здоровья, и менее чем через три недели, 28 июля (9 августа) 1864 года, скончался.
Его сын Павел (1849—1909) посвятил свою жизнь науке.